# كولن جونز (مؤرخ)
كولن جونز (بالإنجليزية: Colin Jones)‏ هو مؤرخ بريطاني، ولد في 12 ديسمبر 1947.